# Like Home
Like Home è un singolo del DJ olandese Nicky Romero e del duo di DJ australiane Nervo, pubblicato nel 2012.

## Tracce
1. Like Home (Radio Edit) – 3:20
2. Like Home (Original Mix) – 5:31
3. Like Home (Dannic Remix) – 6:09
4. Like Home (Dillon Francis Remix) – 3:46
5. Like Home (Gregor Salto Remix) – 5:33
6. Like Home (Karetus Remix) – 4:38